# Deponie Vlierzele
De deponie in Vlierzele is een voormalige stortplaats voor afvalstoffen gelegen te Vlierzele (deelgemeente van Sint-Lievens-Houtem) die uitgebaat wordt door het intergemeentelijk samenwerkingsverband (intercommunale) ILvA.

## Geschiedenis
De eerste putten in de oorspronkelijke heuvel waar nu de stortplaats ligt kwamen er door zandwinningen, waarvoor de eerste vergunning dateerde van 1967. In 1977 werd de eerste vergunning voor het storten van niet-giftig industrieel afval verleend aan de private onderneming De Letter. Intussen werd er al huisvuil gestort op de site.
Vanwege het toenemende besef dat de wildgroei aan stortplaatsen toentertijd een halt moest toegeroepen worden, werd door de gemeenten binnen intercommunale ILvA in 1974 besloten een stortplaats uit te baten in Voorde, deelgemeente van Ninove. Later werd ook besloten de stortplaats in Vlierzele uit te baten.
ILvA verkreeg in 1979 een vergunning om hier huishoudelijk en niet-giftig industrieel afval te storten. Aanvankelijk werd de stortplaats uitgebaat in onderaanneming door private ondernemers, echter zonder veel succes.
Pas begin jaren 80 werd de stortplaats volop uitgebaat met de verlening van een belangrijke stortvergunning in 1983-1984 en de aanvoer van huishoudelijk afval uit de westelijke ILvA-gemeenten. Het afval van de oostelijke ILvA-gemeenten bleef op de stortplaats in Voorde gestort worden, tot deze in 1996 buiten gebruik werd gesteld. In de tussentijd nam ILvA ook de zandwinning op de site in Vlierzele over, die tot mei 2003 in concessie werd uitgebaat door D.D.Mix (een dochtermaatschappij van nv De Dijcker).
In tegenstelling tot de beginjaren gebeurden sinds eind jaren tachtig de stortactiviteiten volgens de strenge voorwaarden van de milieuvergunning. Door de strenger wordende milieuwetgeving werd in 2004 de laatste ton huishoudelijk afval gestort. Daarna werden nog tot 2014 bedrijfs- en niet-recycleerbare afvalstoffen gestort.

## Stortplaats
De stortplaats van ILvA te Vlierzele is 32 hectare groot. De verschillende fases (A, B, I, II, III, IVa en IVb) zijn volledig volgestort en afgedekt. Sinds zijn opening begin jaren 80 verwerkte de stortplaats vooral huishoudelijk afval, maar door veranderde milieuwetgeving werd in 2004 het laatste huishoudelijk afval gestort. In 2013 werden alle stortactiviteiten afgesloten.

## Nabestemming
Volgens VLAREM moet de eindafdek van de stortplaats worden gerealiseerd met de oorspronkelijk uitgegraven grond. De afgegraven gronden kunnen niet op de afgewerkte delen worden gestapeld omdat dit schade aan de HDPE-afdekfolie of de gas- en drainageleidingen kan veroorzaken. Hierdoor zal het onderliggende gestorte afval van fase IVb bijkomend verdicht worden, waardoor een bijkomende restcapaciteit kan gecreëerd worden van ongeveer 30 000 m3.
Op de afgedekte fases wordt stortgasvalorisatie toegepast waarbij met het biogas dat uit het gestorte afval wordt gewonnen elektriciteit wordt opgewekt. Het percolaatwater dat uit het gestorte afval lekt wordt eveneens opgevangen en gezuiverd in een afvalwaterzuiveringsinstallatie.
Er zijn plannen ontwikkeld om de voormalige stortplaats in te richten als golfterrein.